# 田村侑久
田村侑久（1990年1月28日—）是日本的演員、藝人， 中京圈的當地男子團體BOYS AND MEN的成員之一，暱稱為タムタム。
愛知県出身，隸屬於FORTUNE ENTERTAINMENT INC.，身高176cm，在BOYS AND MEN中的代表色為水藍色。